# جوزيف كولز كيربي
جوزيف كولز كيربي (بالإنجليزية: Joseph Coles Kirby)‏ هو ناشط حق المرأة بالتصويت ‏ أسترالي، ولد في 1837، وتوفي في 1924.